# Angelo Verga
Angelo Verga (Milano, 31 gennaio 1901 – ...) è stato un giurista italiano.

## Biografia

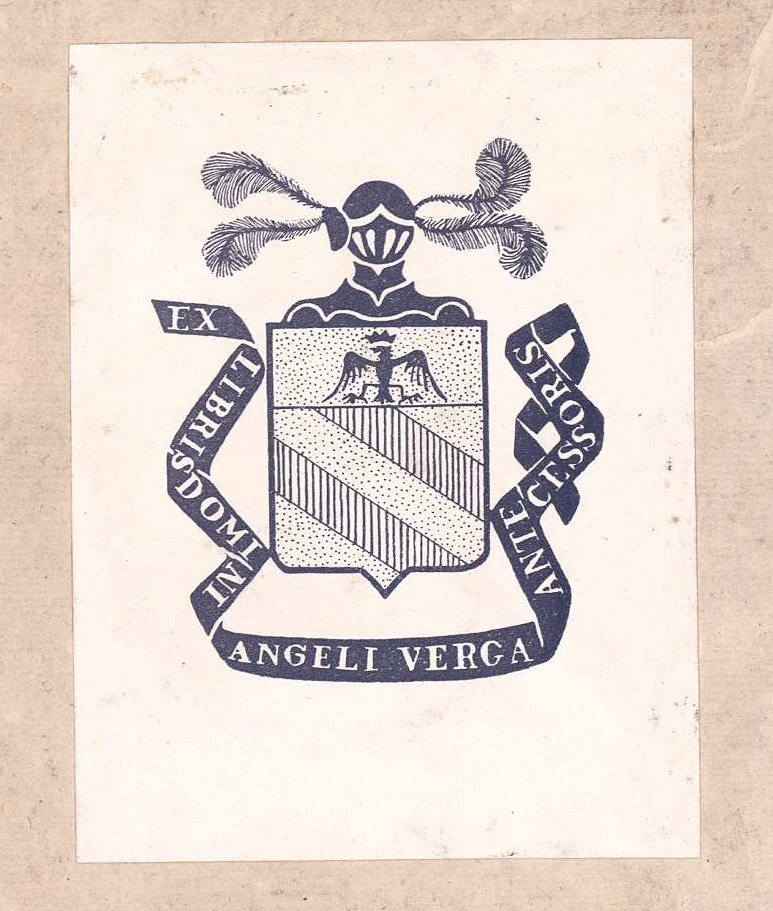
Ex libris di Angelo Verga solitamente apposto al contropiatto anteriore dei volumi

Avvocato originario di Como, fu professore universitario ordinario dal 1932. Ha insegnato Diritto civile e commerciale nelle Università degli Studi di Ferrara, Parma, Modena e Pavia. Presso l’Università di Pavia è stato docente di Istituzioni di diritto privato e diritto commerciale dal 1938 al 1969.
Donò all'Istituto di Diritto Romano e Storia del Diritto dell’Ateneo di Pavia un importante fondo di circa 1800 volumi di diritto comune della propria biblioteca privata nel dicembre del 1961, grazie all’intercessione di Giulio Vismara, docente presso la Facoltà di Giurisprudenza di Pavia dal 1955 al 1961. Tra questi un prezioso nucleo di opere antiche di figure emblematiche della storia del Diritto come Baldo degli Ubaldi, Bartolo da Sassoferrato, Charles Dumoulin e Hugues Doneau.